# Danielle Rose Russell
Danielle Rose Russell (Pequannock, 31 ottobre 1999) è un'attrice statunitense.
Ha raggiunto la popolarità nel 2018 recitando il ruolo di Hope Mikaelson nella quinta stagione della serie televisiva The Originals, per poi riprenderlo da protagonista nelle quattro stagioni della serie spin-off 
Legacies.

## Biografia
Danielle, nata nella cittadina di Pequannock nel New Jersey, è cresciuta a West Milford. Figlia di Rosemary Rado, ex ballerina, e Walter Russell, un ex cantante, ha esordito come modella, apparendo in spot tv e campagne pubblicitarie, prima di approdare al teatro di provincia e recitando in vari spettacoli scolastici alla Holy Spirit School di Pequannock.
All'età di 15 anni risale il suo primo ruolo nel film La preda perfetta, per la regia di Scott Frank, dove interpretò la giovane figlia di uno spacciatore russo. Nel 2015 ha preso parte al film Sotto il cielo delle Hawaii. Quindi, nel 2016, è apparsa in 6 episodi della serie televisiva The Last Tycoon. Successivamente, ha ottenuto un ruolo nel film Wonder, diretto da Stephen Chbosky, uscito nel 2017.
Nel luglio del 2017 è stata scritturata nel ruolo della giovane Hope Mikaelson per la quinta stagione della serie tv The Originals. Nel maggio del 2018 è stato comunicato che avrebbe ripreso il ruolo di Hope Mikaelson per la serie televisiva Legacies, spin-off di The Originals.

## Vita privata
Nel 2021 in seguito ad insulti rivolti al suo fisico, l’attrice decide di abbandonare i social. Nel 2024 riprende a postare sul suo profilo Instagram, dopo tre anni di assenza. 
Si è laureata con lode nel 2021 in Business Administration e l'anno successivo ha iniziato il master in Business Administration Management.

## Filmografia

### Cinema
- La preda perfetta (A Walk Among the Tombstones), regia di Scott Frank (2014)
- Sotto il cielo delle Hawaii (Aloha), regia di Cameron Crowe (2015)
- Pandemic, regia di John Suits (2016)
- Wonder, regia di Stephen Chbosky (2017)
- Measure of a Man, regia di Jim Loach (2018)

### Televisione
- L'ultimo tycoon (The Last Tycoon) – serie TV,  6 episodi (2016-2017)
- The Originals – serie TV, 13 episodi (2018)
- Legacies – serie TV, 68 episodi (2018-2022)

## Doppiatrici italiane
Nelle versioni in italiano delle opere in cui ha recitato, Danielle Rose Russell è stata doppiata da:
- Lucrezia Marricchi in Wonder, The Originals, Legacies
- Vittoria Bartolomei in Sotto il cielo delle Hawaii
- Margherita De Risi ne L'ultimo tycoon